# Лазар Василь Іванович
Лазар Василь Іванович, голова Мукачівської районної державної адміністрації.

## Політична діяльність
17.04.2010 - 21.12.2010 р.р. - голова Мукачівської районної державної адміністрації.
10.10.2003 - 22.02.2005 р.р. - голова Мукачівської районної державної адміністрації.

## Виноски
1. ↑  Розпорядження Президента України від 17.04.2010 № 320/2010-рп «Про призначення В. Лазаря головою Мукачівської районної державної адміністрації Закарпатської області»
2. ↑  Розпорядження Президента України від 21.12.2010 № 1193/2010-рп «Про звільнення В. Лазаря з посади голови Мукачівської районної державної адміністрації Закарпатської області». Архів оригіналу за 6 березня 2016. Процитовано 30 листопада 2012.
3. ↑  Розпорядження Президента України від 10.10.2003 № 325/2003-рп «Про призначення В. Лазаря головою Мукачівської районної державної адміністрації Закарпатської області». Архів оригіналу за 6 березня 2016. Процитовано 30 листопада 2012.
4. ↑  Розпорядження Президента України від 21.12.2010 № 1193/2010-рп Розпорядження Президента України від 22.02.2005 № 90/2005-рп «Про звільнення В. Лазаря з посади голови Мукачівської районної державної адміністрації Закарпатської області»